# Lijst van voetbalinterlands Ivoorkust - Nederland (vrouwen)
Deze lijst van voetbalinterlands is een overzicht van alle voetbalwedstrijden tussen de nationale vrouwenteams van Ivoorkust en Nederland. Ivoorkust en Nederland hebben één keer tegen elkaar gespeeld. Deze wedstrijd was op 1 juni 1988 in Foshan.

## Wedstrijden
| № | Plaats | Datum       | Competitie     | Wedstrijd             | Uitslag |
| - | ------ | ----------- | -------------- | --------------------- | ------- |
| 1 | Foshan | 1 juni 1988 | Onofficieel WK | Ivoorkust − Nederland | 0 − 3   |

## Samenvatting
| Competitie        | Totaal gespeeld | Winst Ivoorkust | Gelijk | Winst Nederland | Doelsaldo Ivoorkust – Nederland |
| ----------------- | --------------- | --------------- | ------ | --------------- | ------------------------------- |
| Vriendschappelijk | 1               | 0               | 0      | 1               | 0 − 3                           |
| Totaal            | 1               | 0               | 0      | 1               | 0 − 3                           |